# Oněgin (film)
Oněgin (v anglickém originále Onegin) je romantické drama v americko-britské koprodukci z roku 1999 režisérky Marty Fiennesové, pro niž to byl filmový debut. Jeho předlohou se stal veršovaný román Evžen Oněgin ruského romantického básníka Alexandra Sergejeviče Puškina.
Hlavní role ztvárnili bratr režisérky Ralph Fiennes jako Evžen Oněgin, Liv Tyler jako Taťána, Irene Worthová jako princezna Alina, Lena Headeyová jako Olga a Toby Stephens jako básník Lenský. Na filmu spolupracovali další dva sourozenci z rodiny Fiennesových – autor hudby Magnus Fiennes a Sophie Fiennesová, která se objevila ve vedlejší roli.

## Děj
Filmový děj je zkrácením románové předlohy.
Titulní postava románu, Evžen Oněgin – mladý floutek z vyšší společnosti opouští rušný společenský život velkoměsta, který ho již stejně nudil, a stěhuje se na venkovské sídlo, které zdědil po svém strýci. Jeho melancholie jej ale neopouští. Jedinou společností je mu básník Lenský. Ten ho seznámí s rodinou Larinů, chce mu totiž představit svou milou nastávající, Olgu. U nich potká Oněgin Taťánu, která se do něj osudově zamiluje. Taťána mu napíše dopis, kde se vyznává ze své lásky. Oněgin neodpovídá. Když se ho pak Taťána táže, jestli ji miluje a proč nereagoval, odpoví chladně, vyhýbavě a zároveň varovně: jejich manželství by prý nebylo štěstím.
Později je Lenským pozván k Larinovým na oslavu Taťánina svátku. Když zjistí, že si každý myslí, že je zde kvůli Taťáně, dokonce jako její nápadník, rozhodne se vyjádřit svůj vzdor nešťastným způsobem – celý večer tančí s Olgou. Rozhněvaný Lenský vyzve Oněgina na souboj.
V souboji je Lenský zabit. Po této nešťastné smrti bývalého přítele Oněgin uniká, putuje několik let po Rusku. Nakonec zamíří zpět do Petrohradu, kde potkává Taťánu, nyní již manželku šlechtice a jednu z vůdčích osobností společenské scény. Stala se z ní chladná, zklamaná žena. Nyní se pro změnu zamiluje Oněgin a dvoří se jí. Píše několik dopisů, které zůstanou však bez odpovědi. Nakonec jí vyznává lásku v jejím rodinném sídle, ale je odmítnut podobně povýšeným způsobem, jakým odmítl kdysi on ji.

## Obsazení

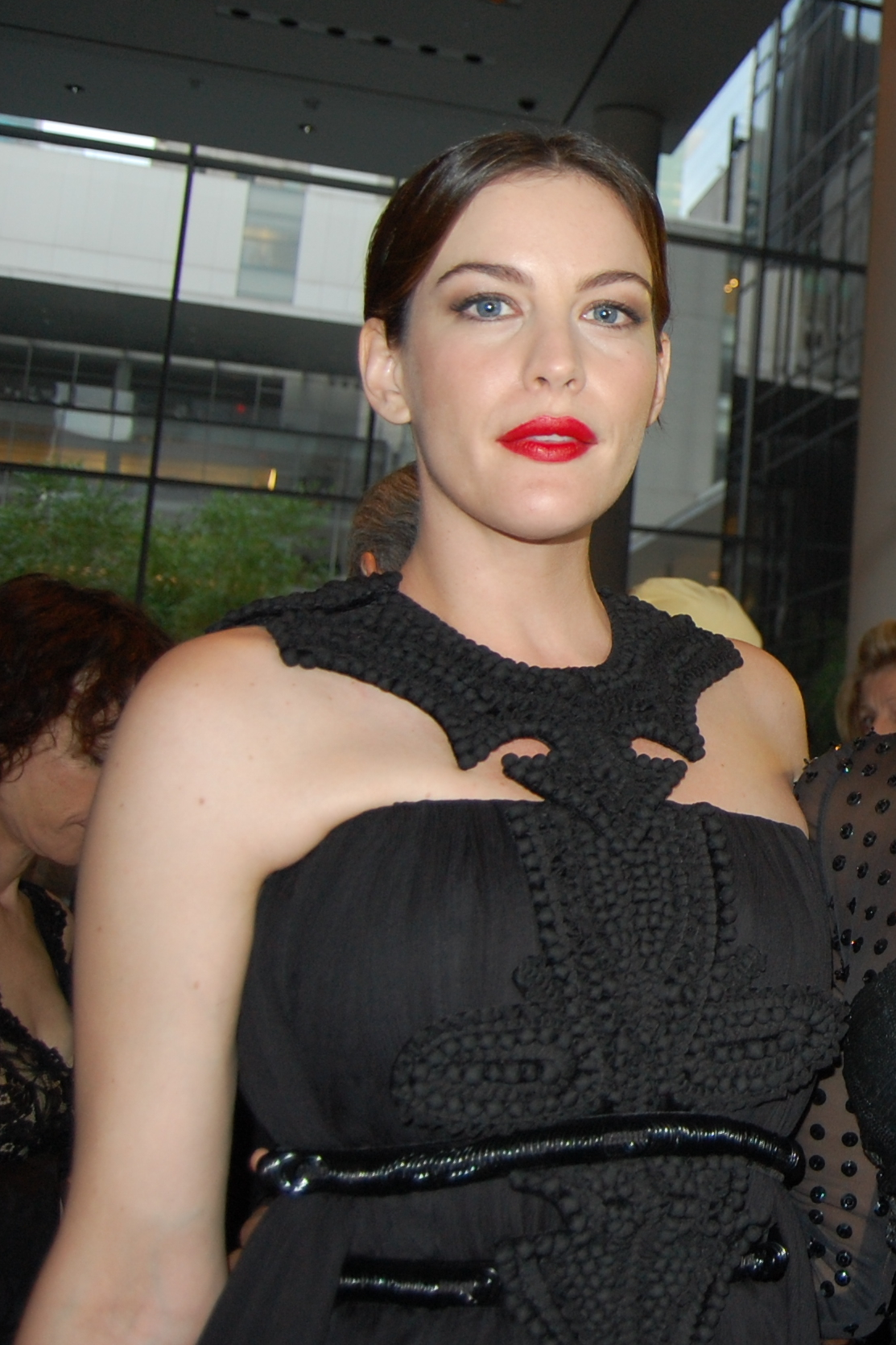
Liv Tyler – představitelka Taťány

| Ralph Fiennes     | Evžen Oněgin    |
| Liv Tyler         | Taťána          |
| Toby Stephens     | Lenský          |
| Lena Headeyová    | Olga            |
| Martin Donovan    | princ Nikitin   |
| Alun Armstrong    | Zarecký         |
| Simon McBurney    | Triquet         |
| Harriet Walterová | Madam Larinová  |
| Jason Watkins     | Guillot         |
| Irene Worthová    | princezna Alina |
| Geoffrey McGivern | Andrej Petrovič |

## Nominace a ocenění
- Tokijský filmový festival
  - Martha Fiennesová – nejlepší režie
- Londýnský klub filmových kritiků
  - Martha Fiennesová – nejlepší debut
- Britská akademie filmového a televizního umění
  - Oněgin – nominace v kategorii Nejlepší britský film
- Ruský spolek filmových kritiků
  - Liv Tyler – Zlatý beran, kategorie Nejlepší herečka v zahraničním filmu